# Quis custodiet ipsos custodes?
Quis custodiet ipsos custodes? is een Latijnse uitdrukking uit de Satiren (Satire VI, regels 347–348), een werk van de Romeinse dichter Juvenalis uit de eerste en tweede eeuw. Het kan worden vertaald als "Wie zal de bewakers zelf bewaken?"
De oorspronkelijke context in het betreffend werk van Juvenalis behandelt concreet het probleem van het waarborgen van huwelijkstrouw. De uitdrukking wordt in de moderne tijd algemener gebruikt om te verwijzen naar het probleem van het controleren van de acties van personen in posities van ordehandhaving (zoals de politie) en macht. In de rechtssociologie en criminologie bestaan diverse werken over deze materie met titels als "policing the police".
Hoewel de letterlijke vraag daarin niet expliciet gesteld wordt, betreft een "klassieke" kwestie die reeds werd besproken door de Griekse filosoof Plato in zijn werk de Politeia (De Republiek).

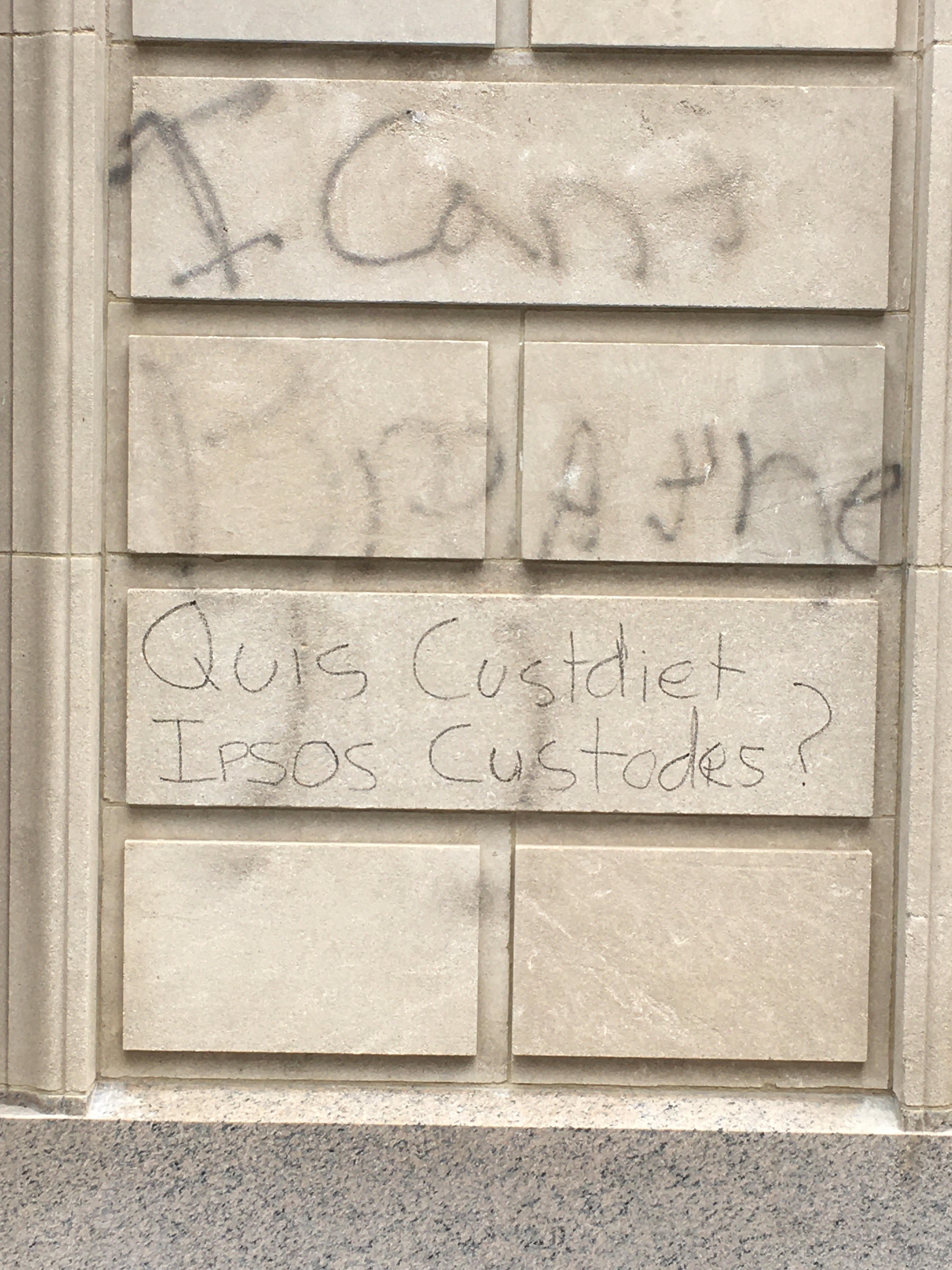
Graffiti op een regeringsgebouw in Washington DC naar aanleiding van protesten tegen de Dood van George Floyd

## Originele context
De zinsnede, zoals deze normaal gesproken wordt geciteerd in Latijn, komt uit de Satires van Juvenalis, de 1e-2e eeuw Romeins satirist. Hoewel de term in zijn moderne gebruik verreikende toepassingen heeft op concepten als tirannieke regerings, oncontroleerbaar onderdrukkende dictatuurs, en politionele of gerechtelijke corruptie en overdreven reikwijdte , in de meer beperkte context van het gedicht van Juvenalis verwijst het naar de onmogelijkheid om moreel gedrag aan vrouwen op te leggen wanneer de handhavers ("custodes") omkoopbaar zijn.

## Verwijzing naar politieke macht
De uitdrukking wordt algemeen gebruikt om de belichaming van de filosofische vraag te overwegen hoe macht ter verantwoording kan worden geroepen. Het wordt soms ten onrechte toegeschreven als een direct citaat uit Plato's werk over de staatsmacht, zowel in populaire media als in academische contexten. Er is geen exacte parallel in de Republiek, maar het wordt door moderne auteurs gebruikt om de zorgen van Socrates over de bewakers uit te drukken, en de oplossing hiervoor is om hun ziel op de juiste manier te trainen.
Er zijn diverse 19e-eeuwse voorbeelden van de associatie met Plato te vinden. De filosoof John Stuart Mill citeert het aldus in zijn Considerations on Representative Government 1861), zij het zonder verwijzing naar Plato. Plato's Republiek werd echter vrijwel nooit genoemd door klassieke Latijnse auteurs als Juvenalis, en er is opgemerkt dat deze duizend jaar lang eenvoudigweg uit het literaire bewustzijn verdween, afgezien van sporen in de geschriften van Cicero en Augustinus. In de Republiek wordt een vermeend perfecte samenleving beschreven door Plato's leermeester Socrates.
Socrates stelde een klasse van bewakers voor om die samenleving te beschermen, en de bewakers (wachters) van de Satires worden vaak geïnterpreteerd als parallel aan de platonische bewakers (phylakes in het Grieks). Het antwoord van Socrates op het probleem is in wezen dat de bewakers zullen worden gemanipuleerd om zichzelf tegen zichzelf te beschermen via een bedrog dat in het Engels vaak de 'nobele leugen' wordt genoemd. Zoals Leonid Hurwicz opmerkte in zijn lezing uit 2007 over het aanvaarden van de Nobelprijs voor de Herdenking van de Economische Wetenschappen, gaat een van Socrates' gesprekspartners in de Republiek, Glaucon, zelfs zo ver dat hij zegt: "Het zou absurd zijn indien een voogd een bewaker nodig heeft."
De kwestie van de verantwoordelijkheid van de politieke macht, ook reeds terug te voeren op meerdere passages uit het Oude en Nieuwe Testament, kreeg grote aandacht in het middeleeuwse en vroegmoderne christelijke denken, vooral in verband met de uitoefening van gezag in de (katholieke) kerk en in de verhoudingen tussen kerk en staat. In de protestantse traditie bracht het ook het debat op gang over wie de uiteindelijke scheidsrechter zou zijn bij de interpretatie van de Schrift.